# Ciorbă
Ciorba (din turcă çorba) reprezintă în bucătăria tradițională românească unul dintre felurile principale de mâncare care se servește la dejun (rareori la cină) la începutul mesei, după gustare. Este un preparat lichid pe bază de legume, verdețuri și carne, cel mai frecvent, de obicei acrită, cu oțet, lămâie, ori fructe necoapte. Introdusă în canonul cultural românesc, din spațiul cultural perso-turcic, se popularizează odată cu adaptarea la specificul locului.

## Etimologie
Cuvântul românesc ciorbă, precum și omonimele sale din multe limbi balcanice, este un împrumut din turcescul otoman چوربا (çorba), care la rândul lui este un împrumut din persană شوربا (šōrbā). 
Cuvântul este compus din شور (šōr) care înseamnă „sărat, cu gust de saramură” și با (bā) care înseamnă „tocană”. Primul cuvânt provine din limba partă (limba dispărută din nord-vestul Iranului) și al doilea din persana vorbită în Imperiul Sasanid.

## Istoric
Situate la un punct de intersecție dintre interesele marilor imperii ale mileniului II, foarte mult din mâncarea și implicit ciorbele, ajung în Țările Române aduse din aproape în aproape de către vecini, începând cu primele secole de influență Otomană în Europa și continuând până în epoca modernă mai ales odată cu încetățenirea obiceiurilor și manierismelor domnilor fanarioți, care aduc cu ei tradițiile, inclusiv culinare greco-otomane din Fanar. În spațiul cultural otoman amalgamarea culturilor înglobate în Imperiu dădea o origine greu de precizat pentru multe feluri de mâncare sau preparate, care se localizează în principal prin ingredientele folosite.

## Descriere
Ciorba românească este adaptată la specificul populației și este un preparat lichid din supă de legume, verdețuri și carne, obținut prin fierberea bucăților de carne, tăiate la dimensiuni mici, cu diferite legume și dregerea cu diverse ingrediente: ou, smântână, iaurt, sau rântașuri obținute prin rumenirea făinii și după preferință acrirea cu oțet alimentar, borș, zeamă de varză, mai rar suc de lămâie, suc de roșii ori corcodușe. Pentru ciorbele pregătite în post se fierb legumele fără carne și se acresc. Ca verdeață, la ciorbe se folosește leușteanul, pătrunjelul, la care în Ardeal se mai folosește tarhonul, din bucătăria germană. La ciorba de burtă, ciorba rădăuțeană, nu se obișnuiește adăugarea de verdeață. Ciorbele drese cu amestec de smântână se acresc cu oțet, ciorba de potroace cu moare de varză, iar ciorbele à la grecque, se acresc cu zeamă de lămâie sau înlocuitorul acesteia, sarea de lămâie (acidul citric alimentar). 

## Sortimente românești
Cele mai cunoscute ciorbe românești sunt:
- Ciorbă à la grecque (de: porc, vițel, miel, pui)
- Ciorbă ardelenească (de: porc, vițel)
- Ciorbă de berbec
- Ciorbă de cap de nisetru
- Ciorbă de chitici
- Ciorbă de bureți
- Ciorbă de burtă
- Ciorbă de cartofi
- Ciorbă de conopidă
- Ciorbă de crap
- Ciorbă de dovlecei
- Ciorbă de dovlecei umpluți
- Ciorbă de fasole boabe
- Ciorbă de fasole verde
- Ciorbă de hribi
- Ciorbă de legume
- Ciorbă de lobodă
- Ciorbă de miel
- Ciorbă de oaie
- Ciorbă de păsat (crupe de porumb)
- Ciorbă de perișoare
- Ciorbă de perișoare de pește
- Ciorbă de pește
- Ciorbă de pește cu zeamă de varză
- Ciorbă de potroace
- Ciorbă de pui
- Ciorbă de rasol
- Ciorbă rusească de varză
- Ciorbă de salată verde
- Ciorbă de sfeclă
- Ciorbă de ștevie
- Ciorbă de tarhon cu carne
- Ciorbă țărănească (de: vacă, vițel, porc, pasăre, legume)
- Ciorbă de urzici
- Ciorbă de varză albă
- Ciorbă de verdețuri
- Ciorbă de văcuță
- Ciorbă rădăuțeană
- Sărbușcă
- Storceag

### Galerie de imagini ciorbe românești

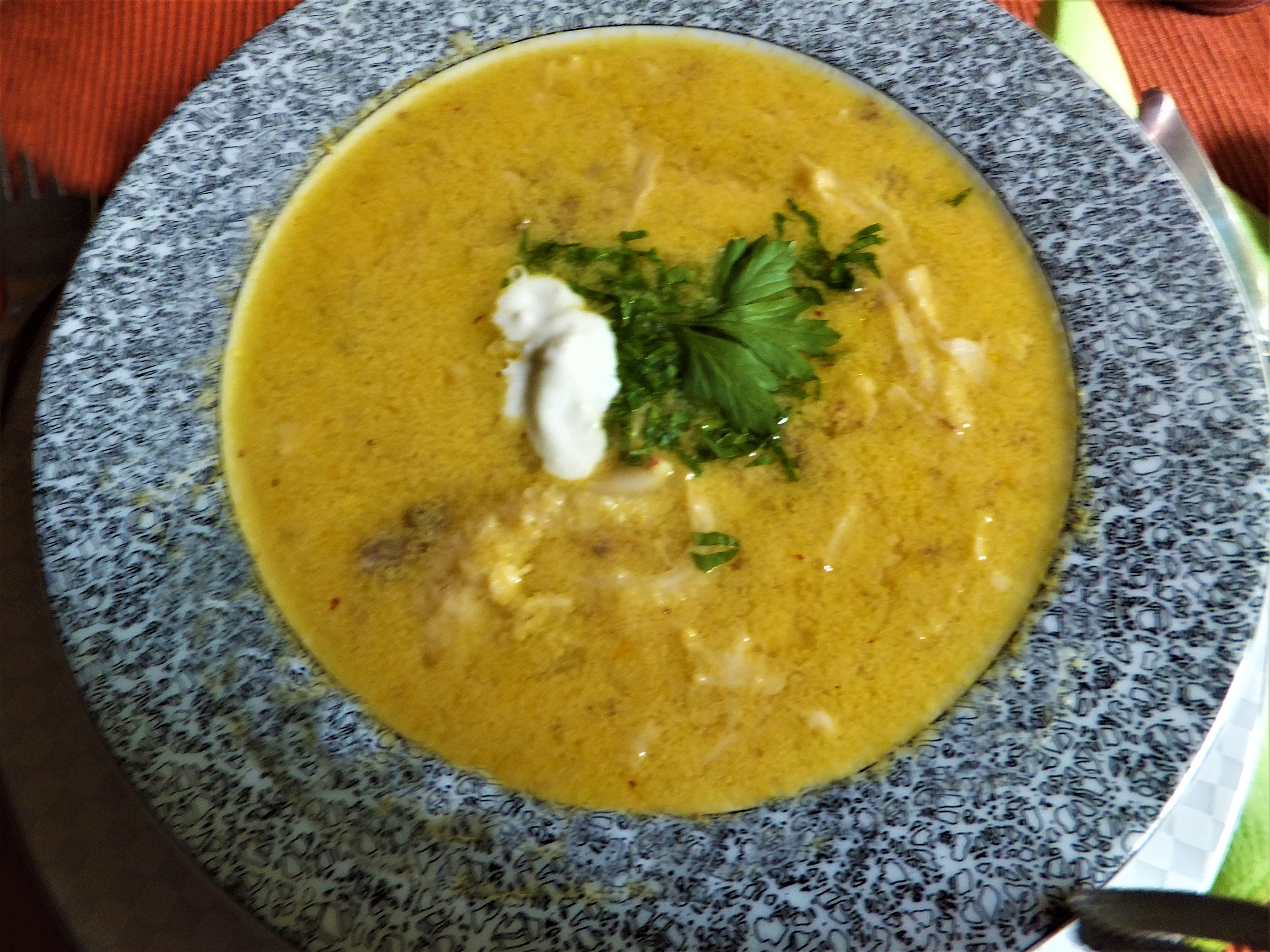
Ciorbă de burtă
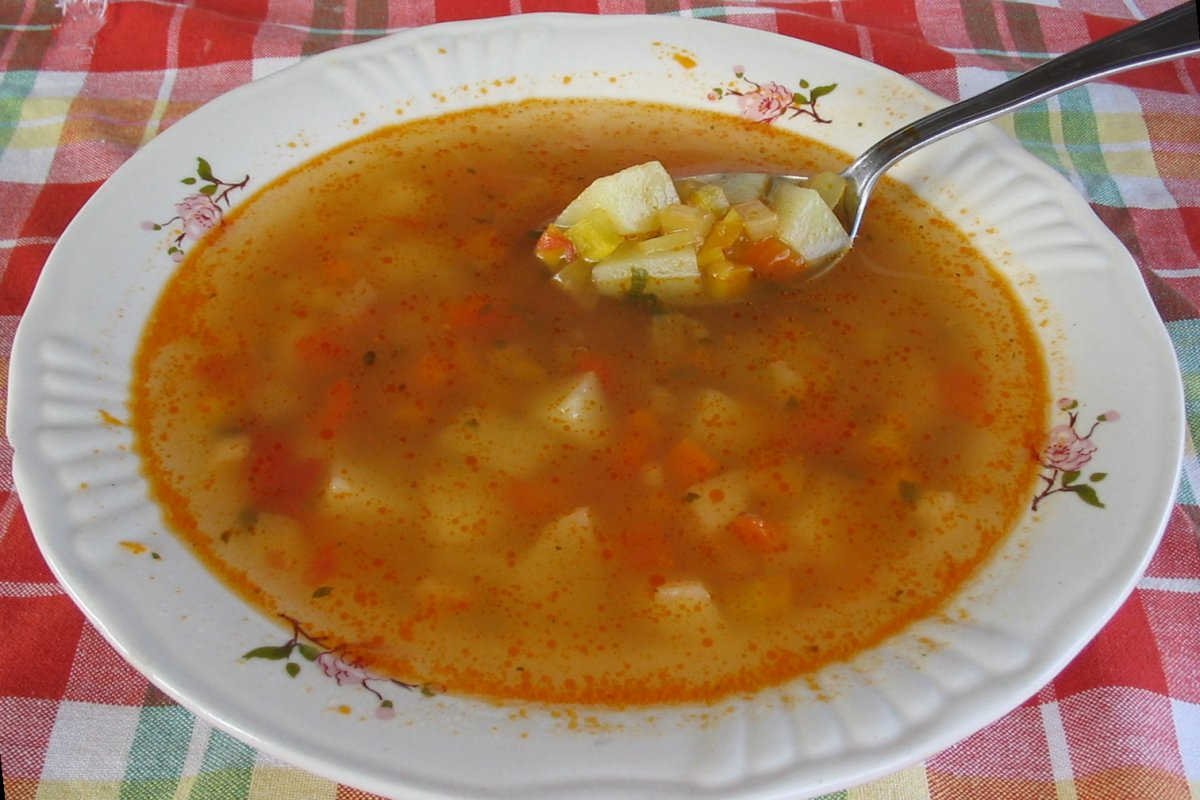
Ciorbă de cartofi
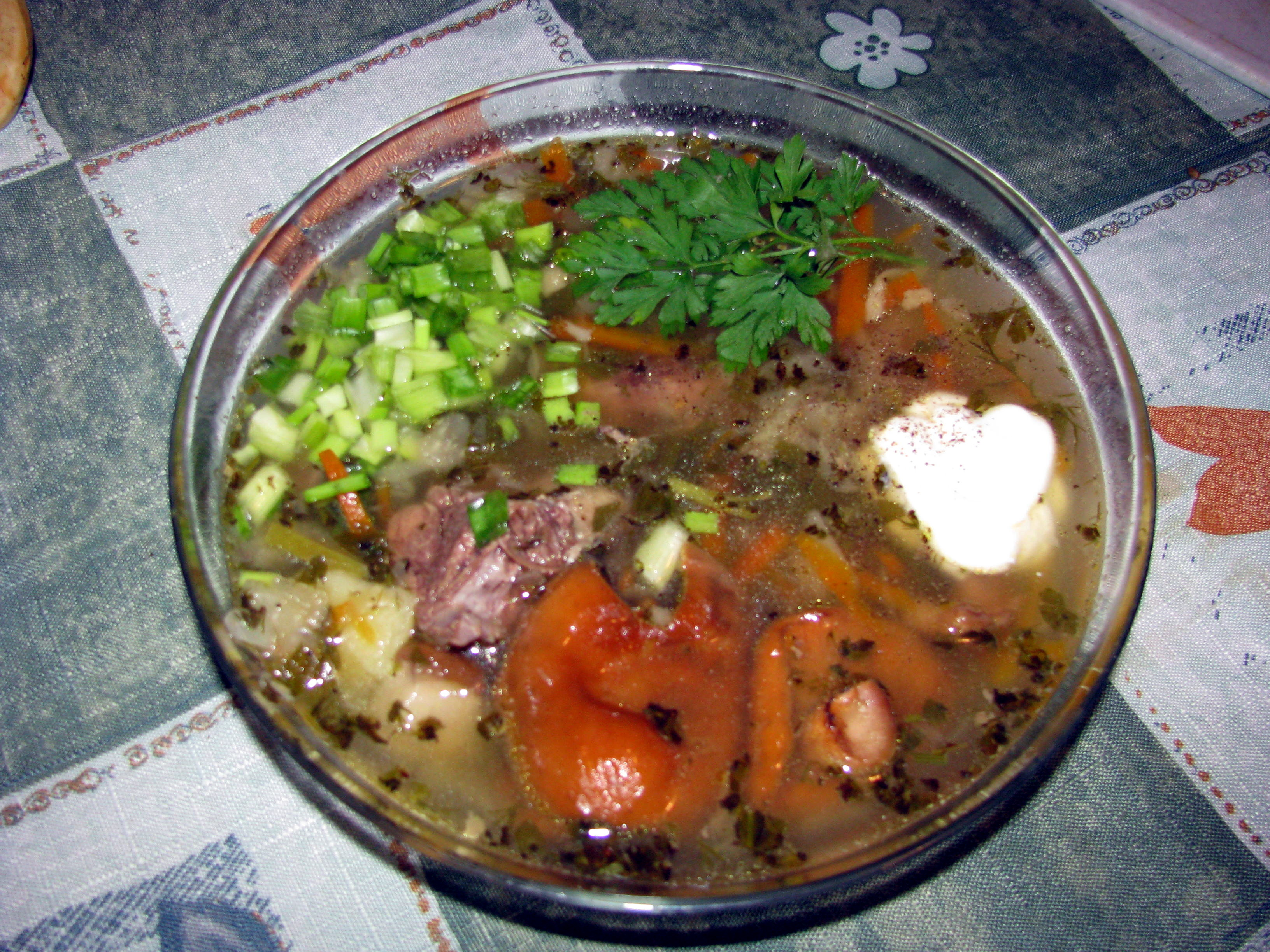
Ciorbă de chitici
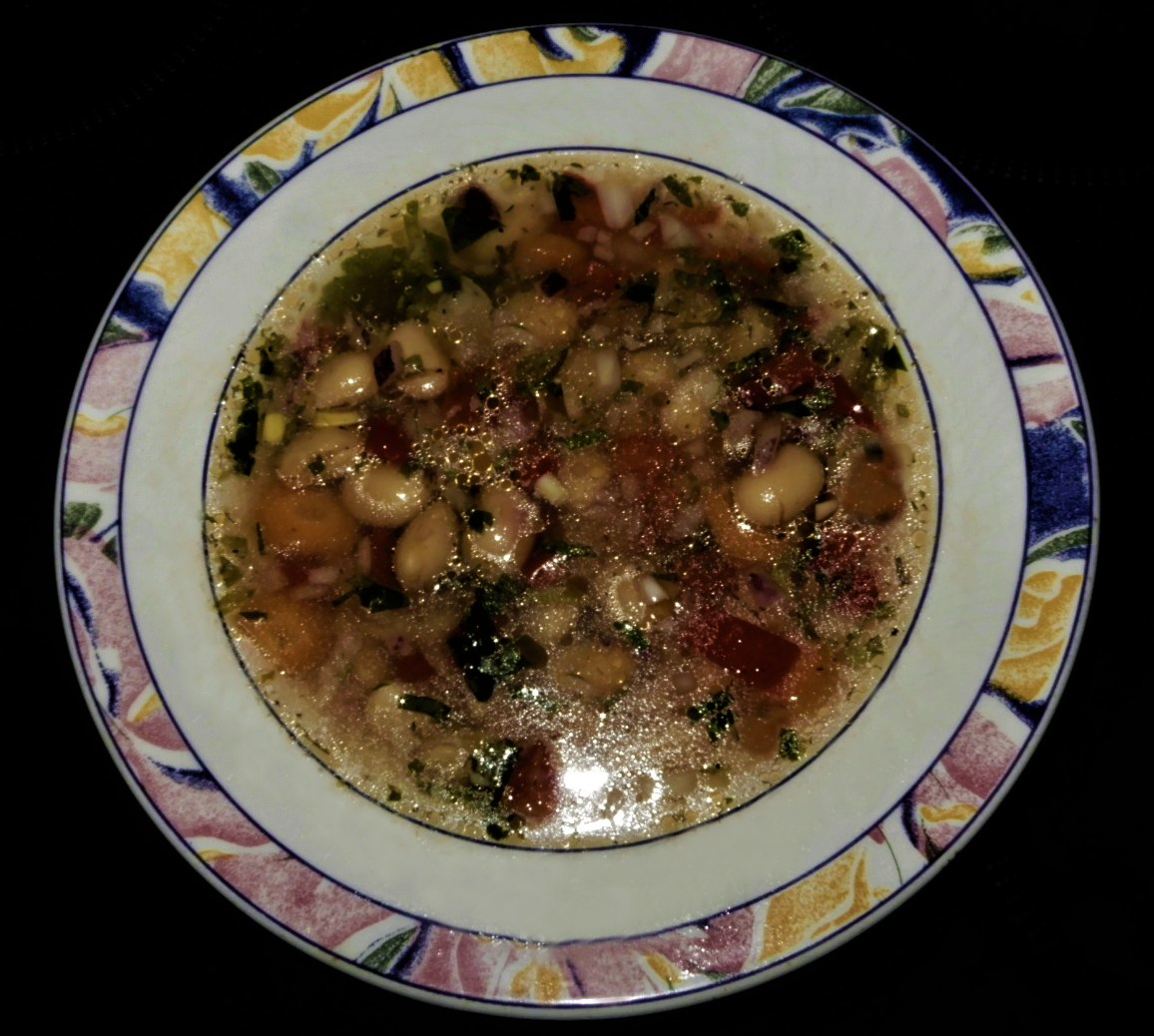
Ciorbă de fasole boabe
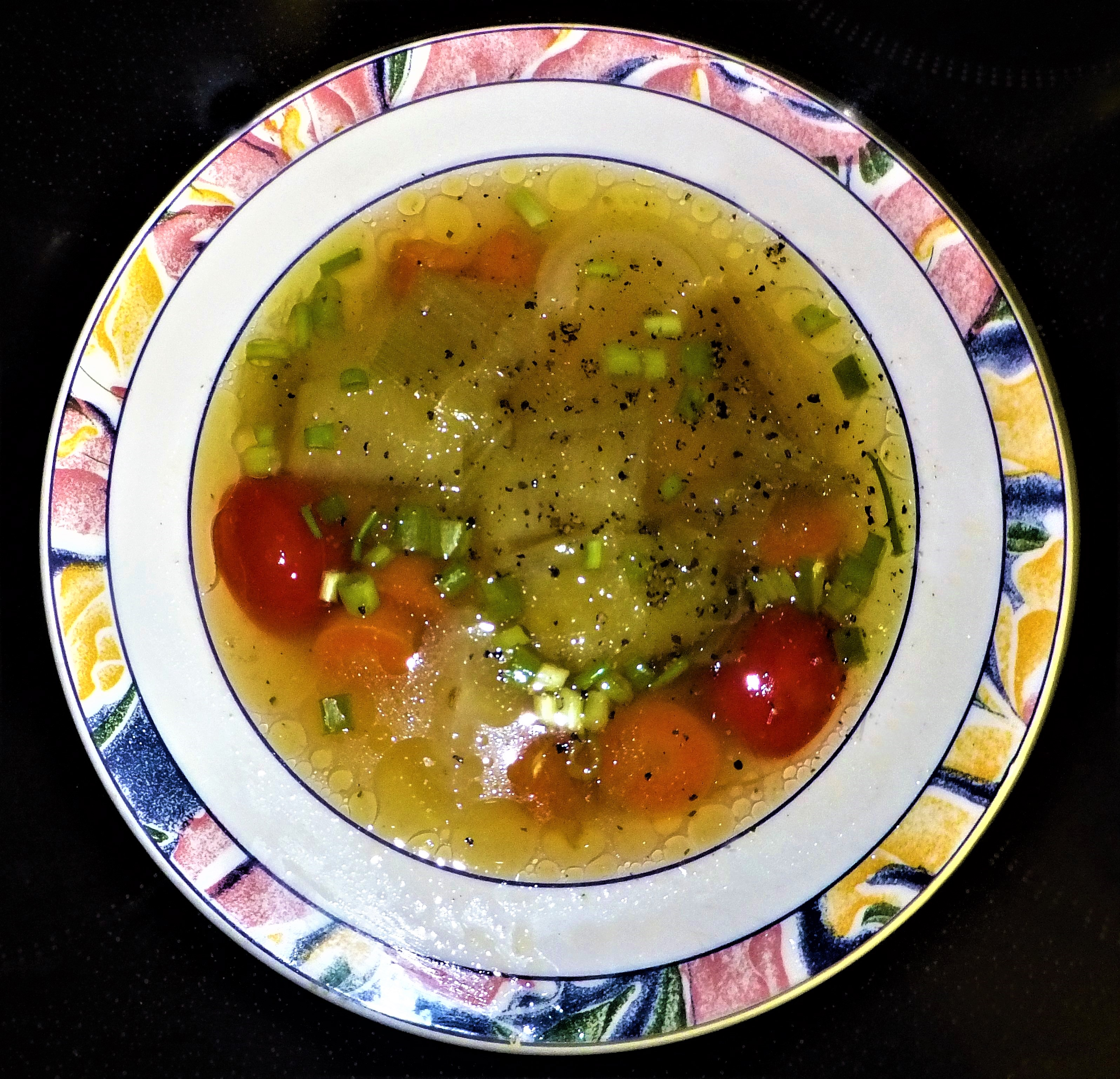
Ciorbă de legume
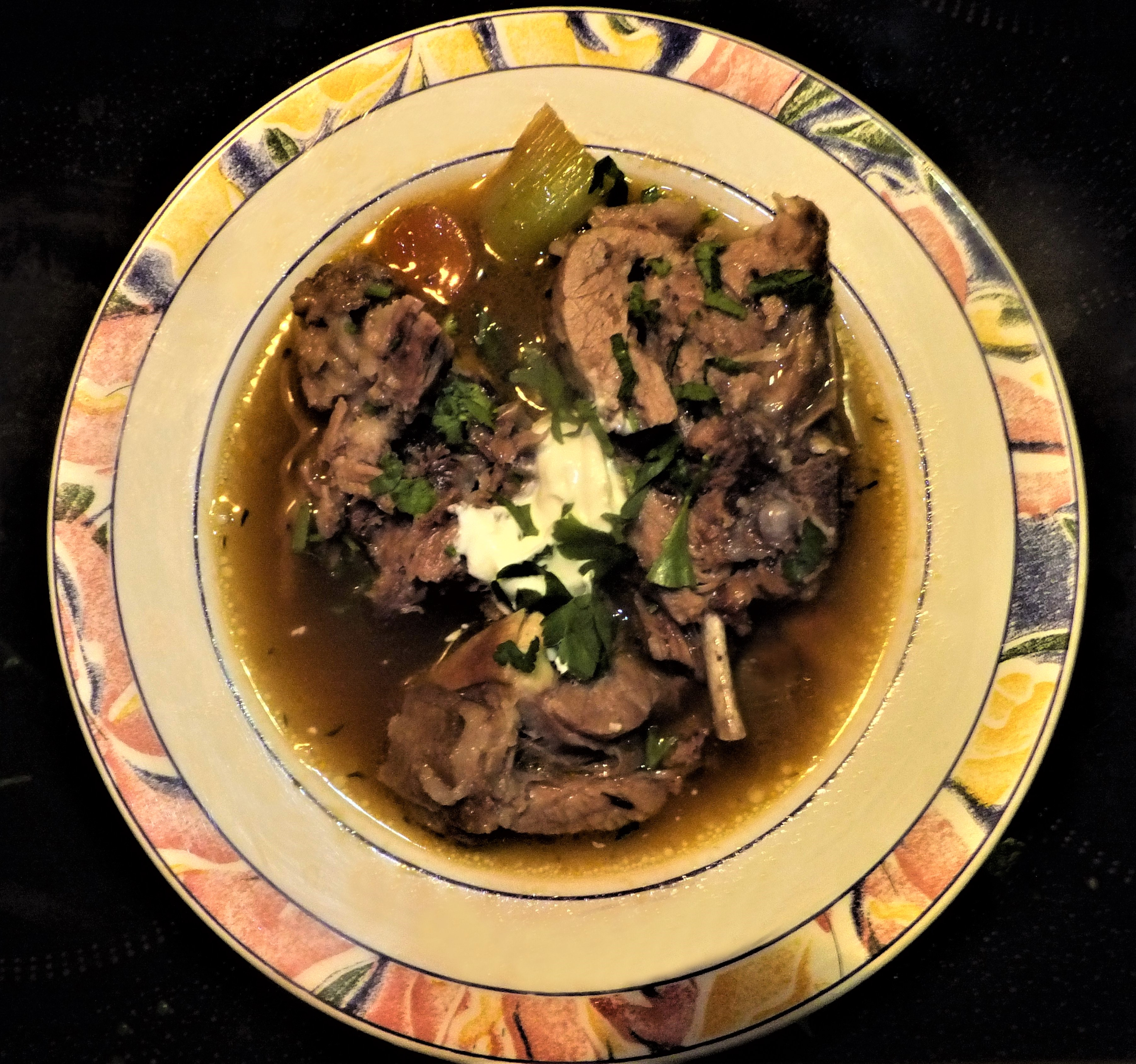
Ciorbă de miel
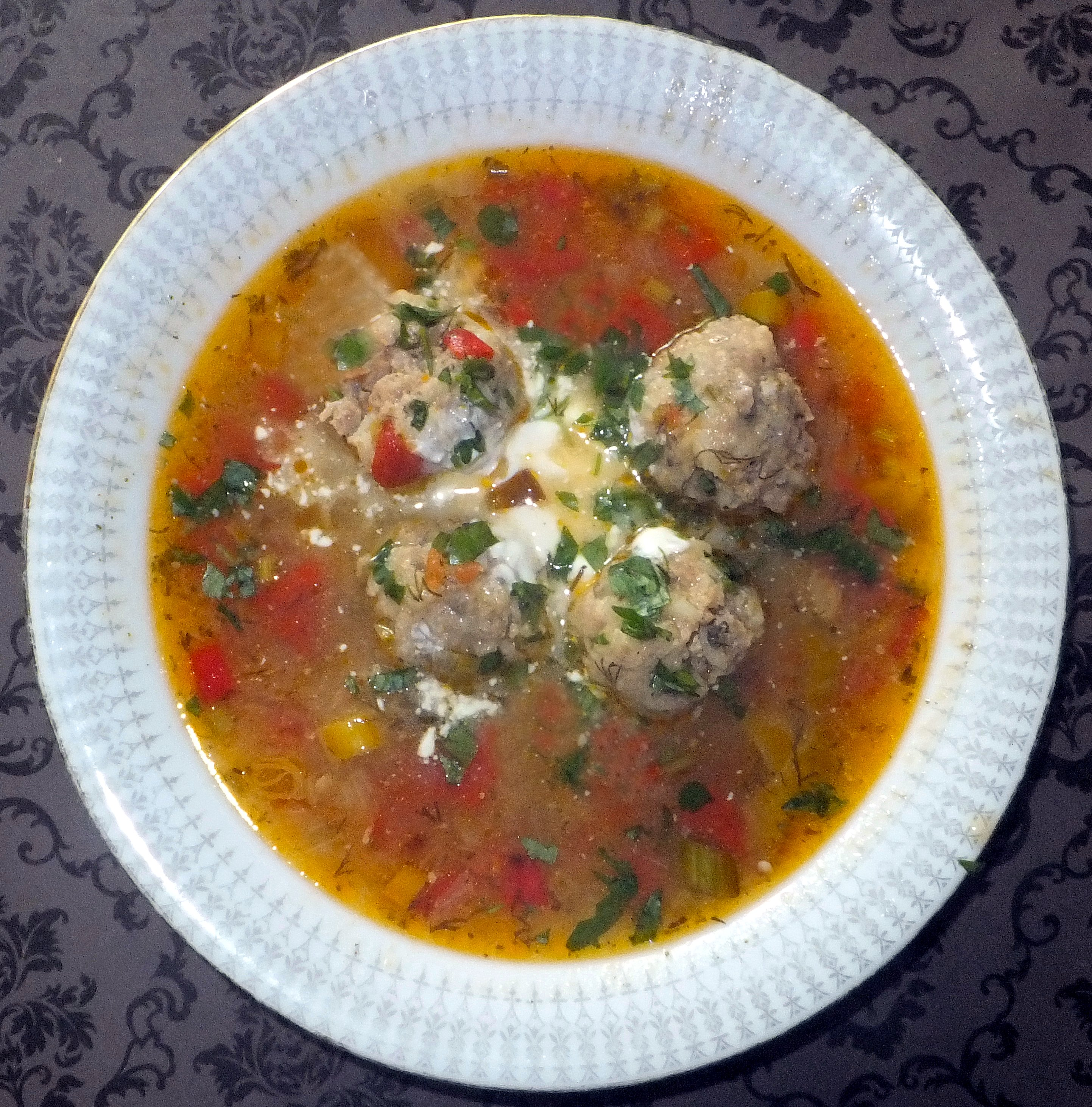
Ciorbă de perișoare
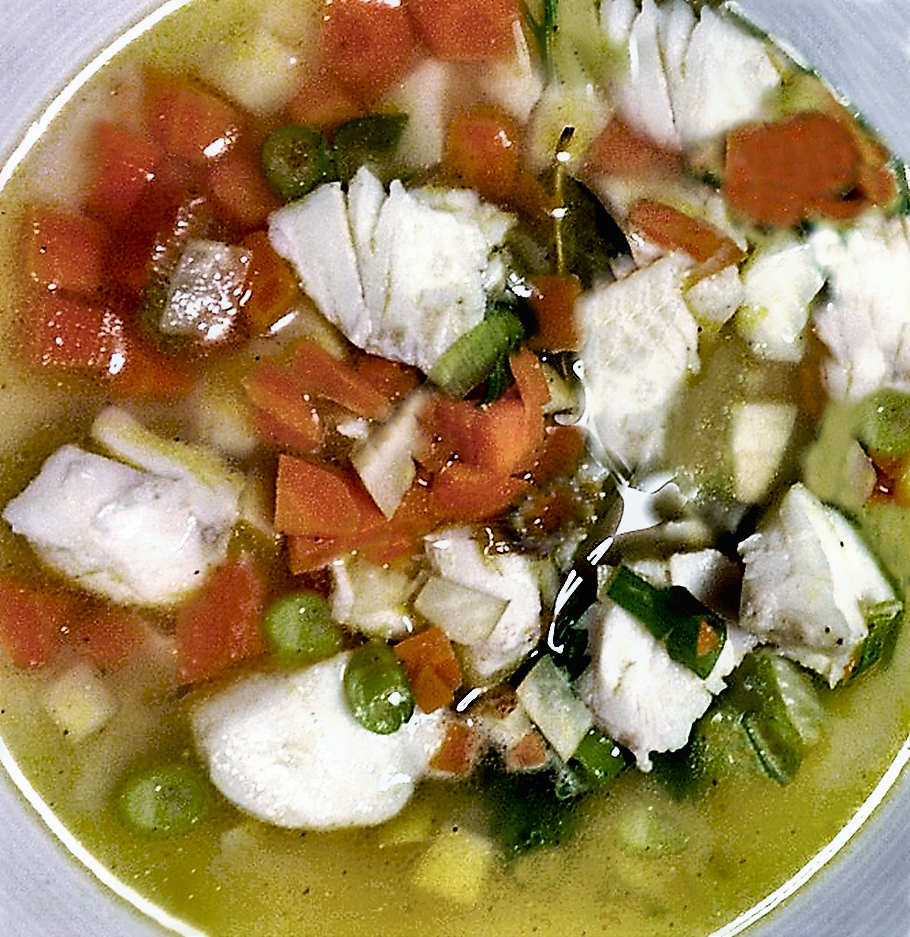
Ciorbă de pește

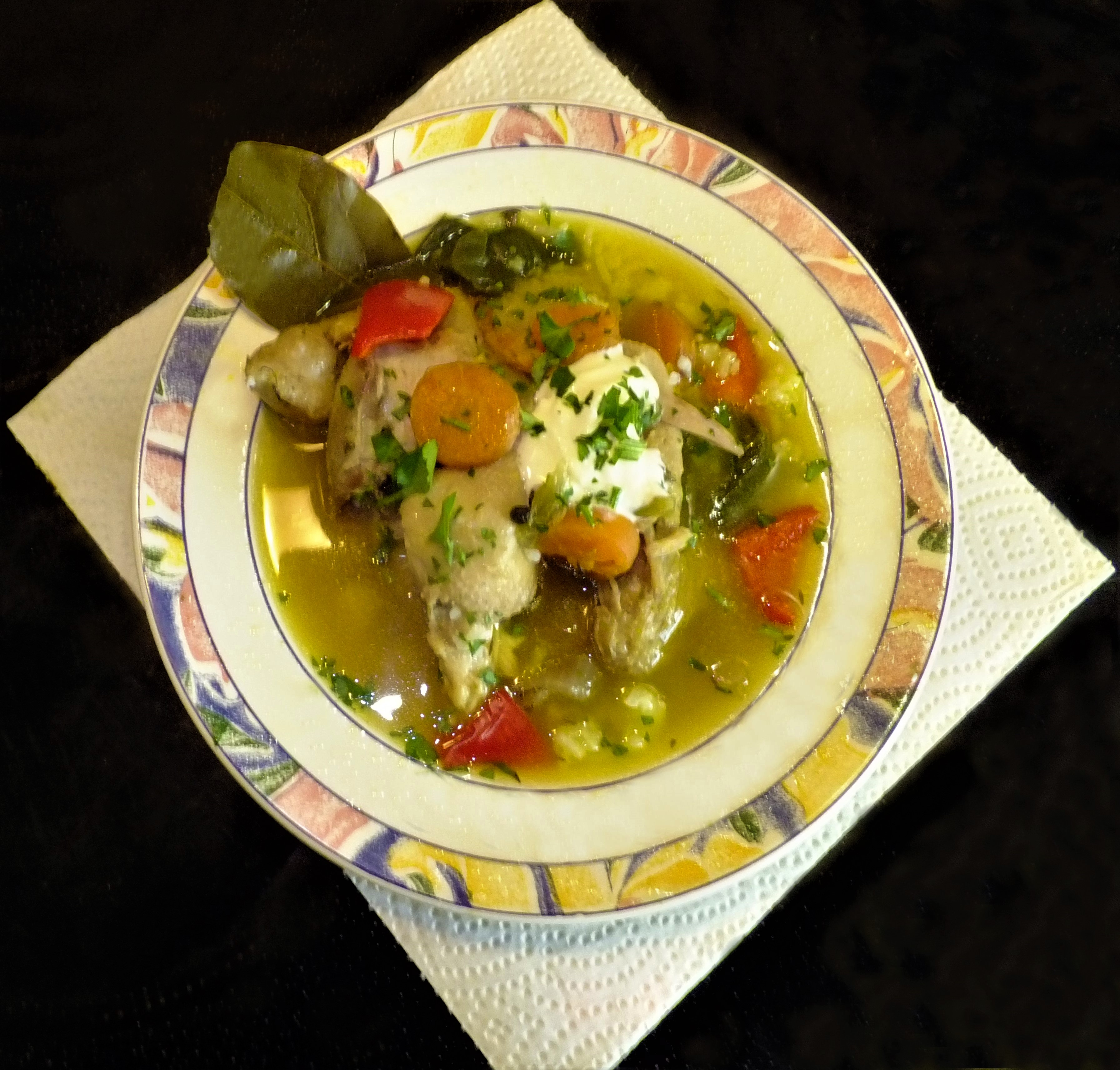
Ciorbă de potroace
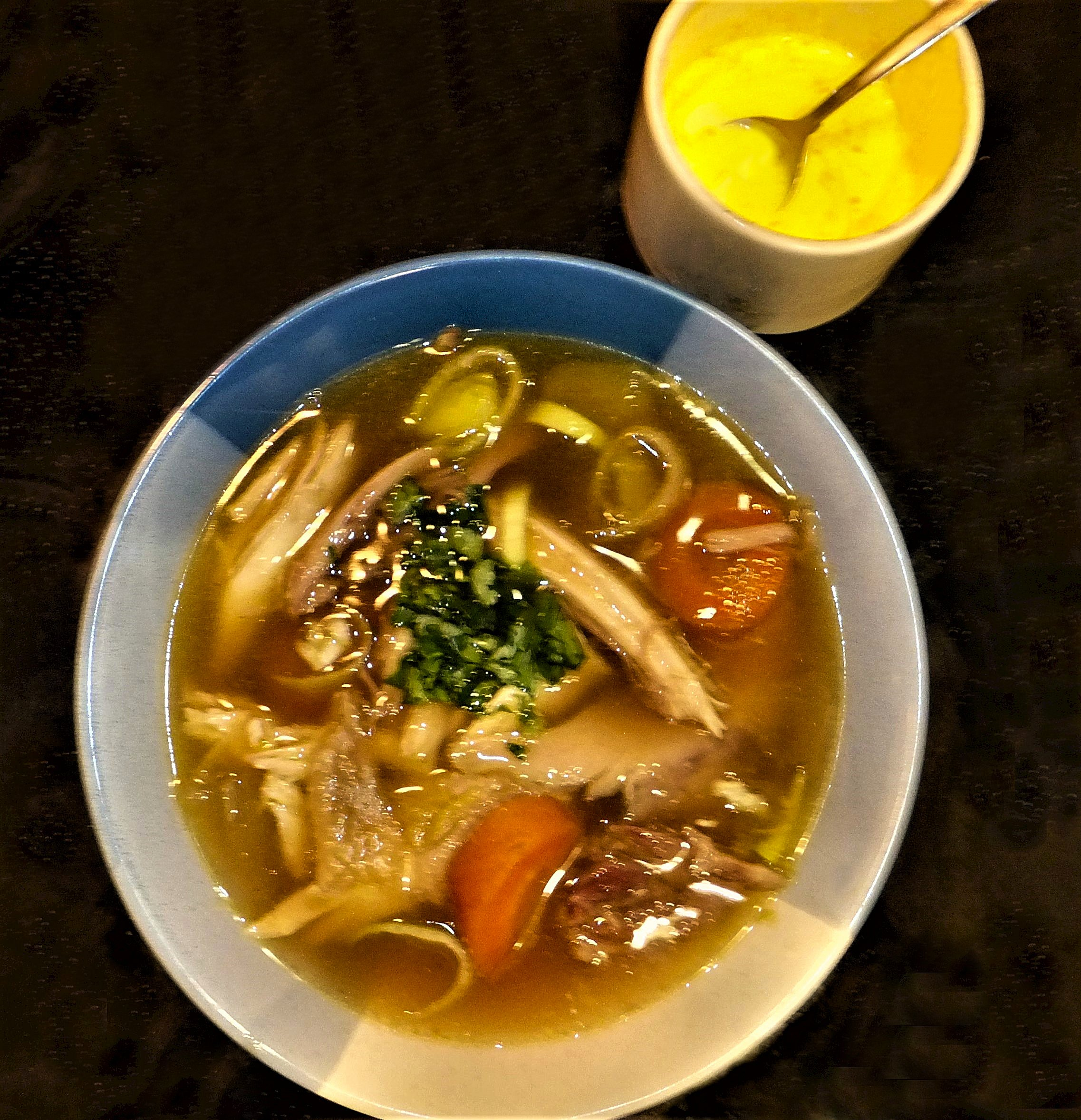
Ciorbă de pui, smântâna cu gălbenuș de ou
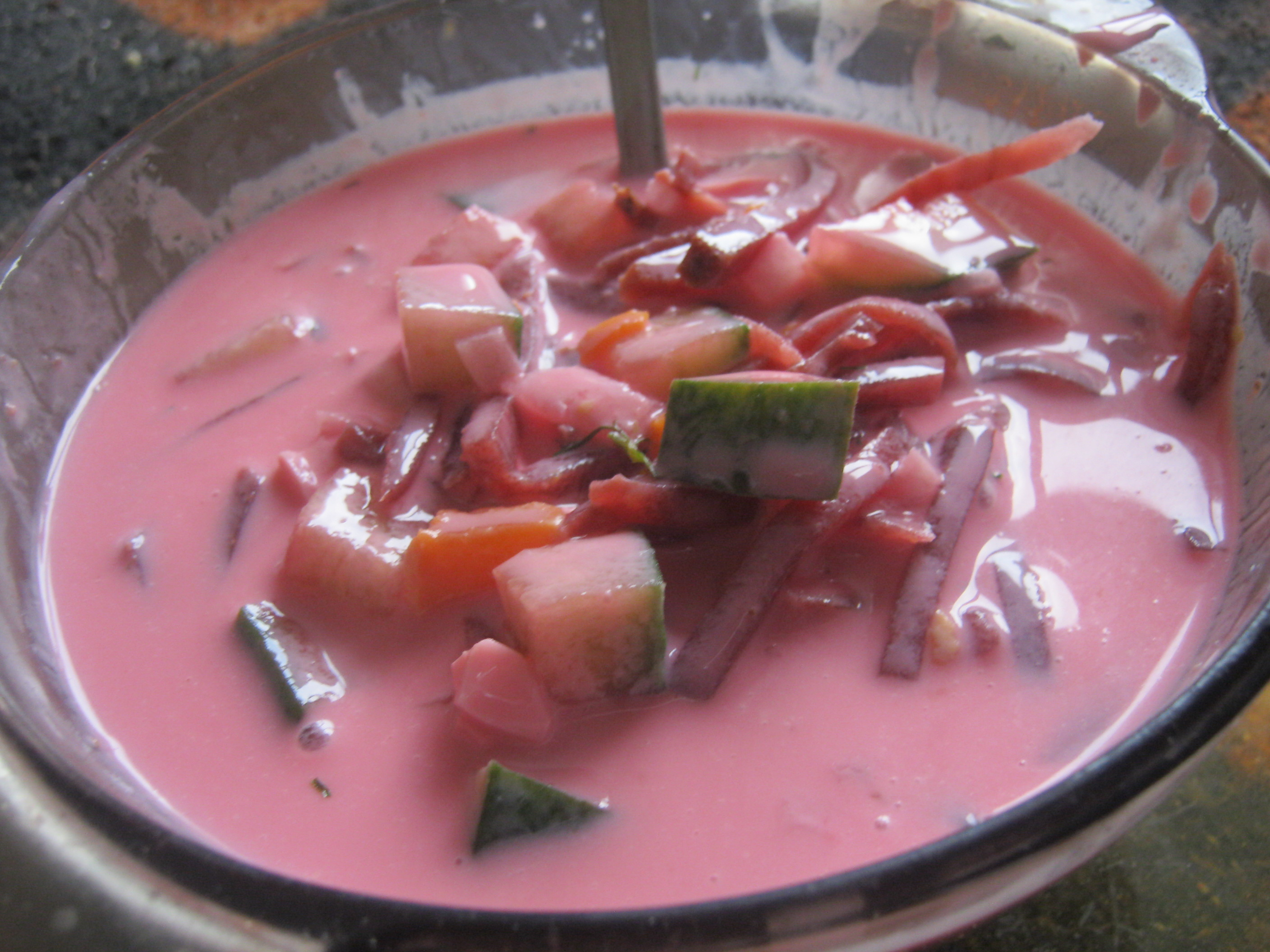
Ciorbă de sfeclă
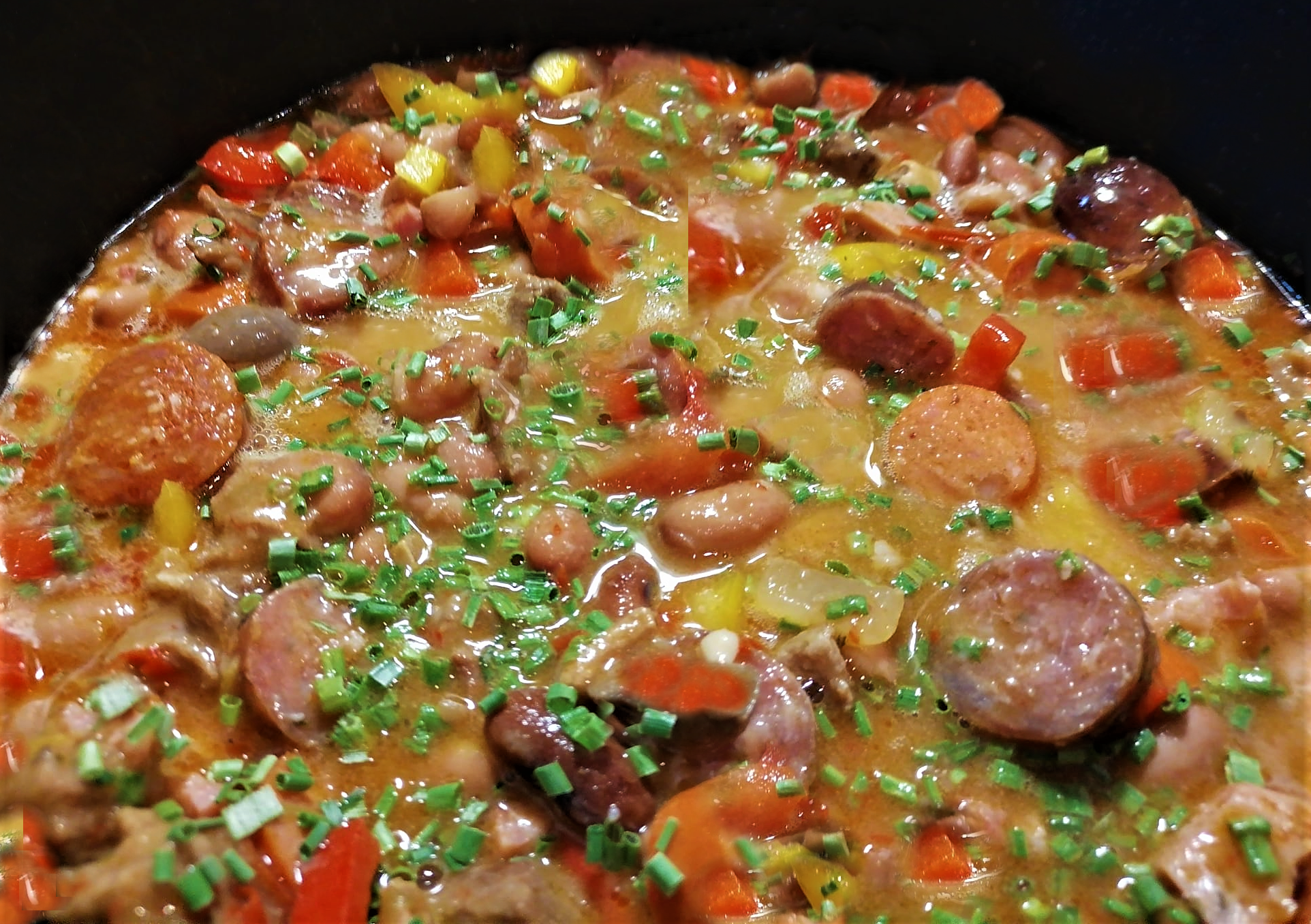
Ciorbă țărănească
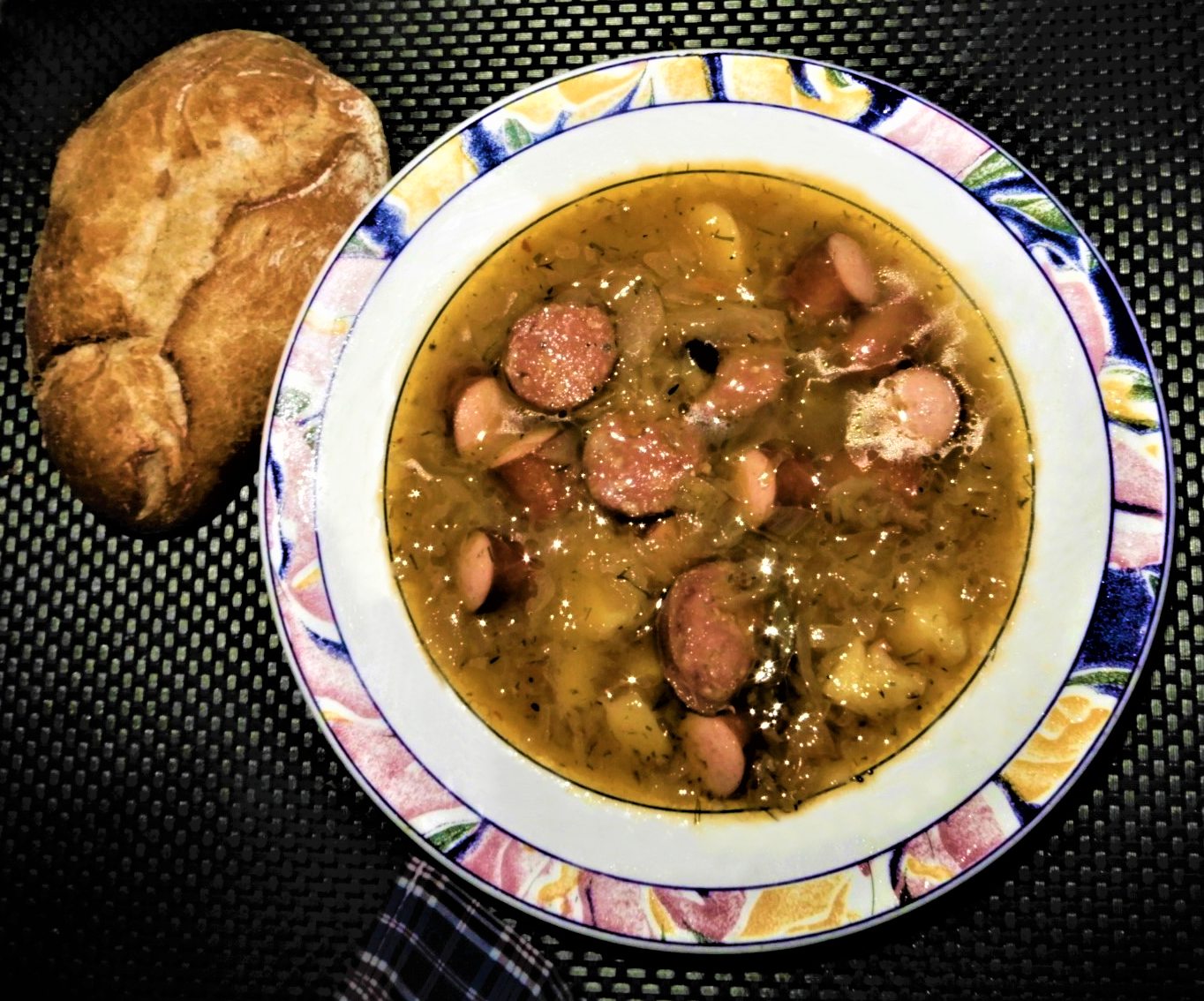
Ciorbă de varză acră cu cârnați afumați
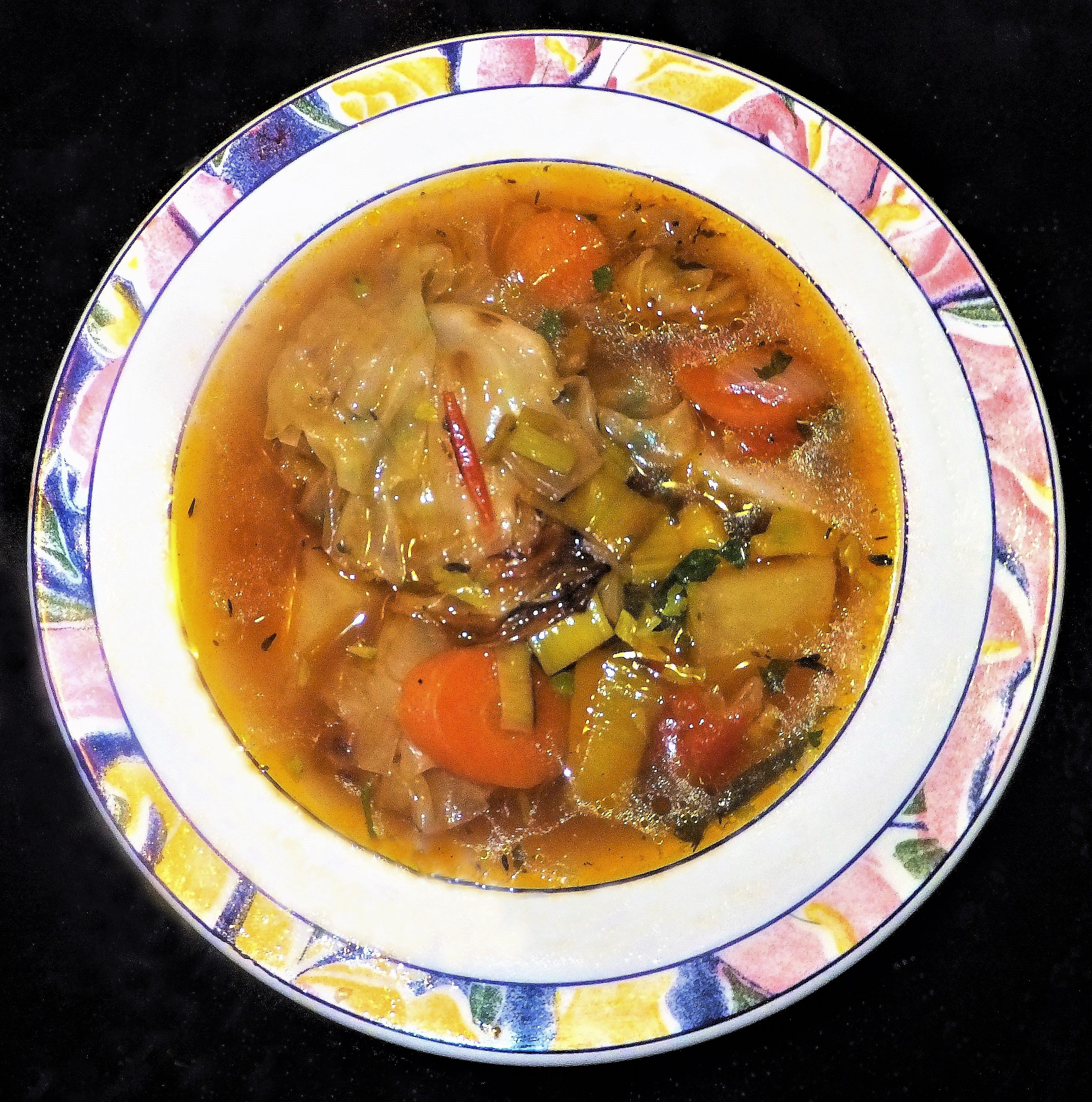
Ciorbă de varză albă
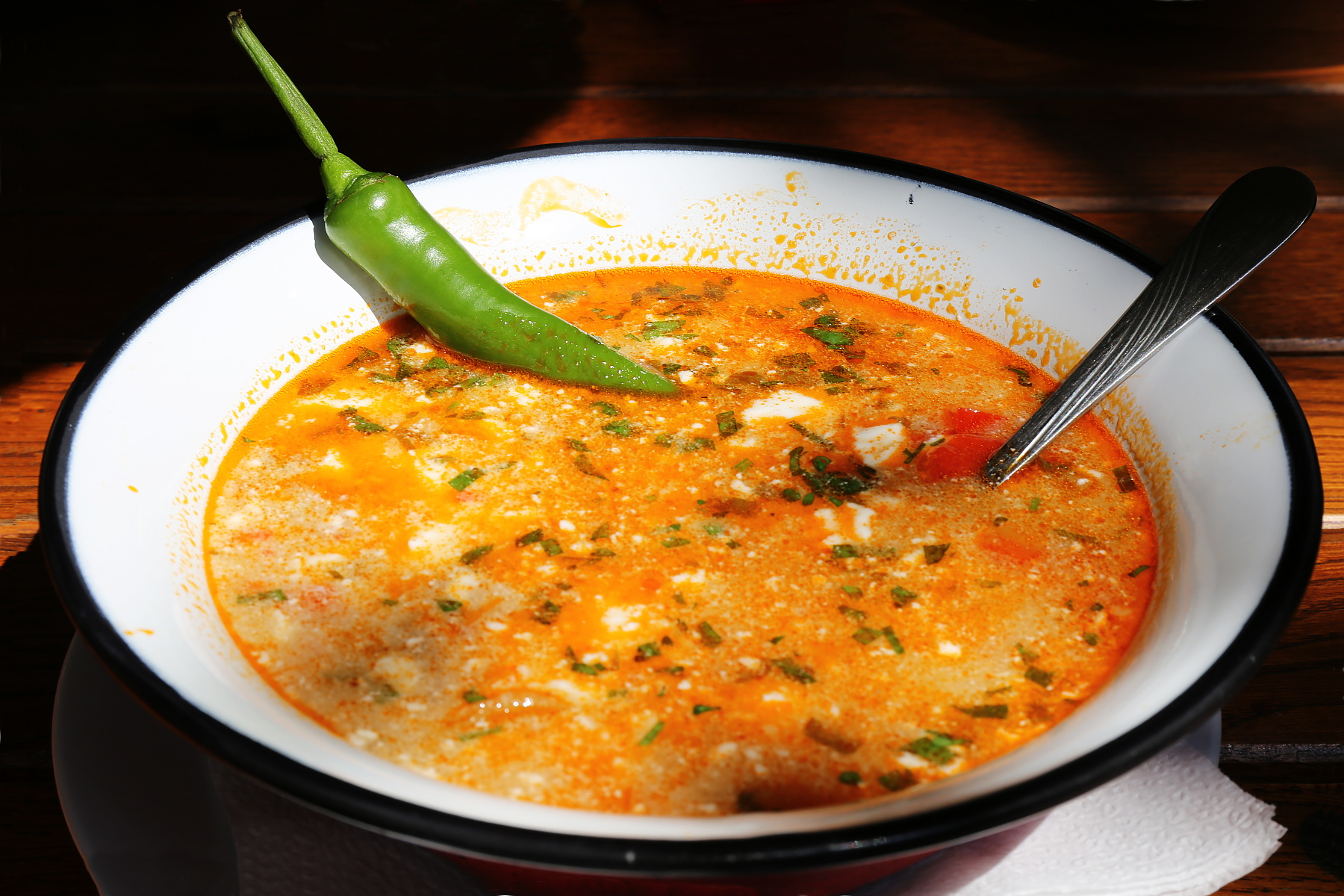
Ciorbă de văcuța cu smântână și ardei iute
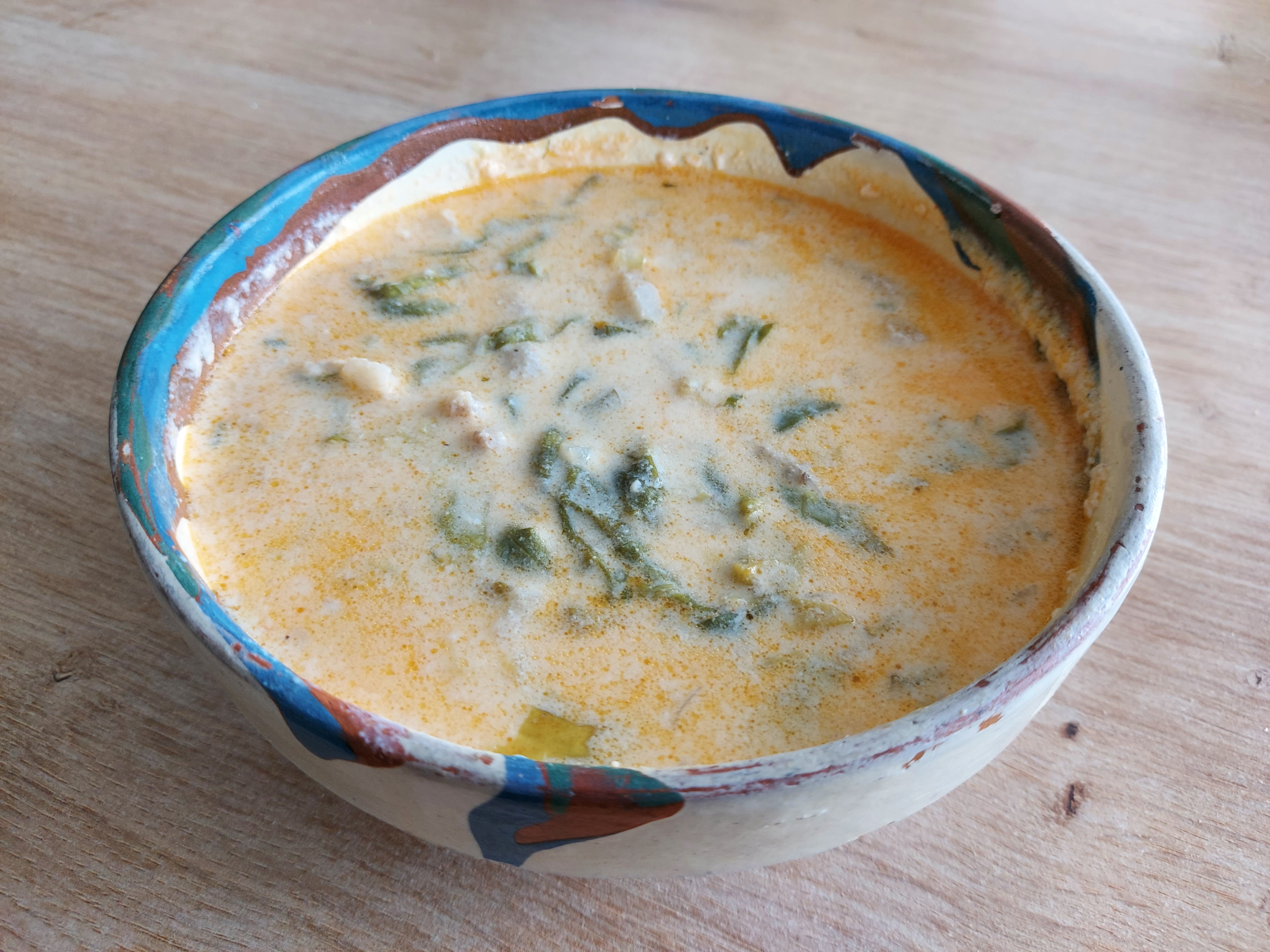
Ciorbă de salată cu slănină